# Cornwall (Pensilvania)
Cornwall es un borough ubicado en el condado de Lebanon en el estado estadounidense de Pensilvania. En el año 2000 tenía una población de 3,486 habitantes y una densidad poblacional de 138 personas por km².

## Geografía
Cornwall se encuentra ubicado en las coordenadas 40°16′23″N 76°24′38″O / 40.27306, -76.41056.

## Demografía
Según la Oficina del Censo en 2000 los ingresos medios por hogar en la localidad eran de $59,550 y los ingresos medios por familia eran $66,964. Los hombres tenían unos ingresos medios de $44,926 frente a los $28,125 para las mujeres. La renta per cápita para la localidad era de $27,904. Alrededor del 1.7% de la población estaba por debajo del umbral de pobreza.